# Microchlamylla amabilis
Espèce
Synonymes
- Flabellina amabilis Hirano & Kuzirian, 1991[1]

Microchlamylla amabilis est une espèce de nudibranches de la famille des Flabellinidés.

## Systématique
L'espèce Microchlamylla amabilis a été initialement décrite en 1991 sous le protonyme de Flabellina amabilis par Yoshiaki J. Hirano (d) et Alan Mitchell Kuzirian (d) à partir d'un holotype conservé au musée national de la nature et des sciences de Tōkyō. Ce spécimen a été collecté en 1985, dans la baie d'Oshoro.
Le WoRMS considère le taxon Flabellina amabilis comme invalide et classe cette espèce sous le genre Microchlamylla.

## Étymologie
L'épithète spécifique « amabilis » renvoie à la beauté de l'animal observé vivant dans son habitat naturel.

## Distribution et habitat
L'espèce ne se trouve que dans la baie d'Oshoro, dans la mer du Japon, à proximité d'Otaru, sur l'île d'Hokkaidō. F. amabilis se rencontre sur des colonies de cnidaires de l'espèce Eudendrium boreale, sur des substrats rocheux de l'estran ou immergés,.

## Description
Microchlamylla amabilis mesure jusqu'à 26 mm de long. Le corps est long et relativement épais ; il est blanc translucide et laisse voir les viscères orangés ou roses. La coloration des cérates oscille entre l'orange et le marron foncé. Du blanc opaque est visible sur les surfaces dorsales des tentacules oraux et des rhinophores. Cette même coloration forme une ligne sur la surface dorsale de la queue. Les tentacules oraux comptent pour un cinquième voire un sixième de la longueur totale, les rhinophores sont légèrement plus longs et plus étroits. Les cérates sont arrangés en cinq à six bouquets.

## Écologie
La ponte a été observée durant la saison hivernale (de fin décembre à début avril) ; elle consiste en un serpentin de couleur blanche composé de milliers d’œufs d'environ 60 µm de diamètre. La larve véligère devient ensuite une limace de mer.